# Fernando da Costa de Ataíde e Teive
Fernando da Costa de Ataíde e Teive de Sousa Coutinho, o Maquinês (Lisboa, 20.01.1730 - Lisboa, 21.01.1807), 13.º Senhor de Baião e do Morgado da Ribeira Brava, na Ilha da Madeira, foi Governador e capitão-geral dos Estados de Grão-Pará e Maranhão, de 14 de setembro de 1763 a 21 de novembro de 1772 e também Governador das Armas do Alentejo.

## Contexto familiar
Era filho de Cristóvão da Costa de Ataíde e Teive de Sousa Coutinho, Fidalgo da Casa Real e herdeiro por via materna do senhorio de Baião (cuja origem remontava ao final do século XIV), com D. Juliana Maria de Noronha, filha do 1.º visconde da Lourinhã.
Foi, assim, 13º senhor do concelho de Baião, de juro e herdade, moço-fidalgo da casa real, do conselho do rei D. José I, comendador de Rebaldeira, no Ordem de Santiago, e de São Cristóvão de Nogueira, na Ordem de Cristo, Marechal de campo do exército e administrador de vários importantes vínculos, em sucessão a seu pai, entre os quais o morgadio instituído por Diogo de Teive em 1531, na ilha da Madeira, e outro na ilha de São Miguel, Açores, instituído em 1598 por seu tetravô, Francisco Ramalho de Queiroz.
Casou-se, em 13.07.1773, com D. Francisca Antónia de Mendonça, filha de Jorge Francisco Machado de Mendonça Eça Castro e Vasconcelos, 8.º senhor de Entre Homem e Cávado (Lisboa, 05.10.1726 - LIsboa, 29.12.1767) e de D. Luisa Antónia de Saldanha Oliveira e Sousa. Deste casamento nasceram quatro filhas (uma delas de nome Maria, batizada na Sé de Viseu, Oriental, em 08-09-1774) e um filho varão, Fernando Romão da Costa de Ataíde e Teive de Sousa Coutinho.
Era parente próximo do 1.º Marquês de Pombal, sendo seu pai, o acima referido Cristóvão da Costa de Ataíde e Teive, primo segundo de Manuel de Carvalho e Ataíde, pai do Marquês. Um indício da relevância desse parentesco esteve presente logo no início da carreira de Fernando da Costa de Ataíde e Teive, quando em 1751, com a idade de 21 anos, foi procurador da madrinha de baptismo de Maria Francisca, uma das filhas do futuro Marquês de Pombal.

## Governo dos Estados de Grão-Pará e Maranhão

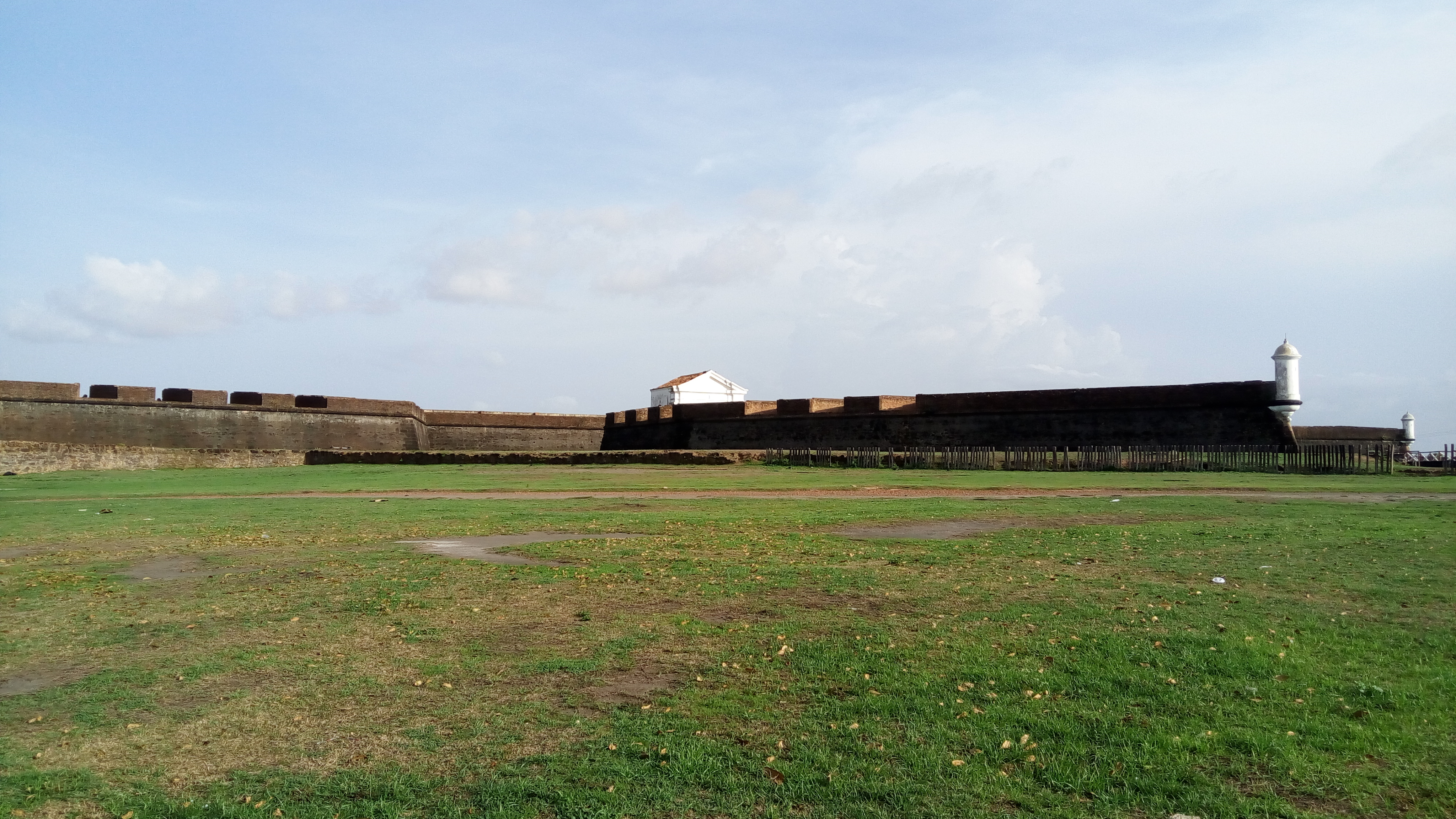
A Fortaleza de São José de Macapá, mandada erigir por Ataíde e Teive em 1764

Durante o seu governo no Grão Pará, que exerceu por mais de 9 anos, distinguiu-se por ter mandado construir a Fortaleza de São José de Macapá, presidindo, em 29 de junho de 1764, à cerimônia do lançamento da pedra fundamental da fortaleza. A  localização era estratégica, por estar na foz do rio Amazonas, podendo assim ajudar a assegurar a segurança do território.
No ano de 1769, recebeu os habitantes da cidade de Mazagão (Marrocos), "que por ordem régia, foram mandados retirar dela, para virem fundar no Pará uma vila com o mesmo nome [Mazagão], junto à praça de Macapá". Pouco tempo depois da chegada destes novos colonos, escreveu ao secretário de Estado da Marinha e do Ultramar, Francisco Xavier de Mendonça Furtado (irmão do 1.º Marquês de Pombal), referindo que os recém-chegados se tinham instalado sem grandes problemas, estando "satisfeitos com a sua condição".

## Governador das Armas das Províncias da Beira e Alentejo
De regresso a Portugal, foi nomeado em 1783 governador da Praça de Almeida e das armas da província da Beira. Em 1792, foi nomeado governador das Armas do Alentejo, cargo em que se manteve até 1805. Foi elevado também à alta posição de Tenente-general do exército português.
Faleceu em 21.01.1807, sendo sepultado no Convento de Nossa Senhora do Monte do Carmo.

## Ex-libris
Usou o seguinte Ex-libris:
Cercadura de Folhagem, tendo ao centro o nome do possuidor, como Fernando da Costa de Ataide Teive.
No alto, brasão encimado por coroa ducal e, pendente da ponta do escudo, a cruz da Ordem de Santiago e Espada, da qual era grã-cruz.
Escudo esquartelado: no primeiro quartel, as armas dos Sousas de Arronches; no segundo, as dos Costas; no terceiro, as dos Ataídes; no quarto, as dos Teives.
As armas dos Teives, tal como constavam no ex-libris, eram as que haviam sido concedidas por D. João III, em 05.10.1530, a João de Teive, um dos descobridores das ilhas das Flores e do Corvo.

## Toponímia
A cidade de Macapá, capital do estado brasileiro do Amapá, tem uma rua com o seu nome.

## Árvore genealógica
|  | |  |  |  |  |  |  |  |  |  |  |  |  |  |  |  |
|  | 16. Gaspar da Costa, chanceler e fundador da Relação da Bahia                                                  |  |  |  |  |  |  |  |  |  |  |  |  |  |  |  |
|  | |  |  |  |  |  |  |  |  |  |  |  |  |  |  |  |
|  | |  |  |  |  |  |  |  |  |  |  |  |  |  |  |  |
|  | 8. Gonçalo da Costa Coutinho, governador de Aveiro, Buarcos e Figueira                                         |  |  |  |  |  |  |  |  |  |  |  |  |  |  |  |
|  | |  |  |  |  |  |  |  |  |  |  |  |  |  |  |  |
|  | |  |  |  |  |  |  |  |  |  |  |  |  |  |  |  |
|  | 17. Leonor de Vilhena                                                                                          |  |  |  |  |  |  |  |  |  |  |  |  |  |  |  |
|  | |  |  |  |  |  |  |  |  |  |  |  |  |  |  |  |
|  | |  |  |  |  |  |  |  |  |  |  |  |  |  |  |  |
|  | 4. Gaspar da Costa de Ataíde, Alcaide-mor de Sortelha                                                          |  |  |  |  |  |  |  |  |  |  |  |  |  |  |  |
|  | |  |  |  |  |  |  |  |  |  |  |  |  |  |  |  |
|  | |  |  |  |  |  |  |  |  |  |  |  |  |  |  |  |
|  | 18. D. João de Ataíde e Azevedo, comendador de S. Salvador de Fornelos, filho dos senhores de Barbosa e Ataíde |  |  |  |  |  |  |  |  |  |  |  |  |  |  |  |
|  | |  |  |  |  |  |  |  |  |  |  |  |  |  |  |  |
|  | |  |  |  |  |  |  |  |  |  |  |  |  |  |  |  |
|  | 9. D. Isabel de Ataíde                                                                                         |  |  |  |  |  |  |  |  |  |  |  |  |  |  |  |
|  | |  |  |  |  |  |  |  |  |  |  |  |  |  |  |  |
|  | |  |  |  |  |  |  |  |  |  |  |  |  |  |  |  |
|  | 19. Catarina de Sá e Sousa                                                                                     |  |  |  |  |  |  |  |  |  |  |  |  |  |  |  |
|  | |  |  |  |  |  |  |  |  |  |  |  |  |  |  |  |
|  | |  |  |  |  |  |  |  |  |  |  |  |  |  |  |  |
|  | 2. Cristóvão da Costa de Ataíde e Teive de Sousa Coutinho, senhor de Baião                                     |  |  |  |  |  |  |  |  |  |  |  |  |  |  |  |
|  | |  |  |  |  |  |  |  |  |  |  |  |  |  |  |  |
|  | |  |  |  |  |  |  |  |  |  |  |  |  |  |  |  |
|  | 20. Fernão Martins de Sousa, senhor de Baião                                                                   |  |  |  |  |  |  |  |  |  |  |  |  |  |  |  |
|  | |  |  |  |  |  |  |  |  |  |  |  |  |  |  |  |
|  | |  |  |  |  |  |  |  |  |  |  |  |  |  |  |  |
|  | 10. Cristóvão de Sousa Coutinho, senhor de Baião                                                               |  |  |  |  |  |  |  |  |  |  |  |  |  |  |  |
|  | |  |  |  |  |  |  |  |  |  |  |  |  |  |  |  |
|  | |  |  |  |  |  |  |  |  |  |  |  |  |  |  |  |
|  | 21. Maria de Ataíde                                                                                            |  |  |  |  |  |  |  |  |  |  |  |  |  |  |  |
|  | |  |  |  |  |  |  |  |  |  |  |  |  |  |  |  |
|  | |  |  |  |  |  |  |  |  |  |  |  |  |  |  |  |
|  | 5. Catarina Helena Rosa de Lima, herdeira do senhorio de Baião                                                 |  |  |  |  |  |  |  |  |  |  |  |  |  |  |  |
|  | |  |  |  |  |  |  |  |  |  |  |  |  |  |  |  |
|  | |  |  |  |  |  |  |  |  |  |  |  |  |  |  |  |
|  | 22. D. António da Silveira                                                                                     |  |  |  |  |  |  |  |  |  |  |  |  |  |  |  |
|  | |  |  |  |  |  |  |  |  |  |  |  |  |  |  |  |
|  | |  |  |  |  |  |  |  |  |  |  |  |  |  |  |  |
|  | 11. D. Maria Vitória Caetana de Lima                                                                           |  |  |  |  |  |  |  |  |  |  |  |  |  |  |  |
|  | |  |  |  |  |  |  |  |  |  |  |  |  |  |  |  |
|  | |  |  |  |  |  |  |  |  |  |  |  |  |  |  |  |
|  | 23. Catarina de Lima, filha do senhor do Mogadouro                                                             |  |  |  |  |  |  |  |  |  |  |  |  |  |  |  |
|  | |  |  |  |  |  |  |  |  |  |  |  |  |  |  |  |
|  | |  |  |  |  |  |  |  |  |  |  |  |  |  |  |  |
|  | 1. Fernando da Costa de Ataíde e Teive de Sousa Coutinho                                                       |  |  |  |  |  |  |  |  |  |  |  |  |  |  |  |
|  | |  |  |  |  |  |  |  |  |  |  |  |  |  |  |  |
|  | |  |  |  |  |  |  |  |  |  |  |  |  |  |  |  |
|  | 24. André de Melo e Castro, 4.º Conde das Galveias                                                             |  |  |  |  |  |  |  |  |  |  |  |  |  |  |  |
|  | |  |  |  |  |  |  |  |  |  |  |  |  |  |  |  |
|  | |  |  |  |  |  |  |  |  |  |  |  |  |  |  |  |
|  | 12. Francisco de Melo e Castro, capitão-general de Moçambique                                                  |  |  |  |  |  |  |  |  |  |  |  |  |  |  |  |
|  | |  |  |  |  |  |  |  |  |  |  |  |  |  |  |  |
|  | |  |  |  |  |  |  |  |  |  |  |  |  |  |  |  |
|  | 25. ? |  |  |  |  |  |  |  |  |  |  |  |  |  |  |  |
|  | |  |  |  |  |  |  |  |  |  |  |  |  |  |  |  |
|  | |  |  |  |  |  |  |  |  |  |  |  |  |  |  |  |
|  | 6. Manuel Bernardo de Melo e Castro, 1.º visconde da Lourinhã                                                  |  |  |  |  |  |  |  |  |  |  |  |  |  |  |  |
|  | |  |  |  |  |  |  |  |  |  |  |  |  |  |  |  |
|  | |  |  |  |  |  |  |  |  |  |  |  |  |  |  |  |
|  | 26. Manuel da Silva Pereira, diplomata, cavaleiro da Ordem de Santiago                                         |  |  |  |  |  |  |  |  |  |  |  |  |  |  |  |
|  | |  |  |  |  |  |  |  |  |  |  |  |  |  |  |  |
|  | |  |  |  |  |  |  |  |  |  |  |  |  |  |  |  |
|  | 13. Maria Joaquina Xavier da Silva                                                                             |  |  |  |  |  |  |  |  |  |  |  |  |  |  |  |
|  | |  |  |  |  |  |  |  |  |  |  |  |  |  |  |  |
|  | |  |  |  |  |  |  |  |  |  |  |  |  |  |  |  |
|  | 27. Micaela Antónia da Silva                                                                                   |  |  |  |  |  |  |  |  |  |  |  |  |  |  |  |
|  | |  |  |  |  |  |  |  |  |  |  |  |  |  |  |  |
|  | |  |  |  |  |  |  |  |  |  |  |  |  |  |  |  |
|  | 3. Juliana Maria de Noronha                                                                                    |  |  |  |  |  |  |  |  |  |  |  |  |  |  |  |
|  | |  |  |  |  |  |  |  |  |  |  |  |  |  |  |  |
|  | |  |  |  |  |  |  |  |  |  |  |  |  |  |  |  |
|  | 28. D. Tomás de Noronha, 5.º Conde dos Arcos                                                                   |  |  |  |  |  |  |  |  |  |  |  |  |  |  |  |
|  | |  |  |  |  |  |  |  |  |  |  |  |  |  |  |  |
|  | |  |  |  |  |  |  |  |  |  |  |  |  |  |  |  |
|  | 14. D. José de Noronha                                                                                         |  |  |  |  |  |  |  |  |  |  |  |  |  |  |  |
|  | |  |  |  |  |  |  |  |  |  |  |  |  |  |  |  |
|  | |  |  |  |  |  |  |  |  |  |  |  |  |  |  |  |
|  | 29. D. Madalena Bruna de Castro, filha do 2.º Conde de Assumar                                                 |  |  |  |  |  |  |  |  |  |  |  |  |  |  |  |
|  | |  |  |  |  |  |  |  |  |  |  |  |  |  |  |  |
|  | |  |  |  |  |  |  |  |  |  |  |  |  |  |  |  |
|  | 7. D. Domingas de Noronha, 1.ª condessa da Lourinhã                                                            |  |  |  |  |  |  |  |  |  |  |  |  |  |  |  |
|  | |  |  |  |  |  |  |  |  |  |  |  |  |  |  |  |
|  | |  |  |  |  |  |  |  |  |  |  |  |  |  |  |  |
|  | 30. Joaquim Manuel Ribeiro Soares de Castilho, governador da Ilha da Madeira                                   |  |  |  |  |  |  |  |  |  |  |  |  |  |  |  |
|  | |  |  |  |  |  |  |  |  |  |  |  |  |  |  |  |
|  | |  |  |  |  |  |  |  |  |  |  |  |  |  |  |  |
|  | 15. Mariana Isabel das Montanhas Ribeiro Soares                                                                |  |  |  |  |  |  |  |  |  |  |  |  |  |  |  |
|  | |  |  |  |  |  |  |  |  |  |  |  |  |  |  |  |
|  | |  |  |  |  |  |  |  |  |  |  |  |  |  |  |  |
|  | 31. D. Teresa Bárbara de Menezes, filha do Alcaide-mor de Viseu                                                |  |  |  |  |  |  |  |  |  |  |  |  |  |  |  |
|  | |  |  |  |  |  |  |  |  |  |  |  |  |  |  |  |
|  | |  |  |  |  |  |  |  |  |  |  |  |  |  |  |  |